# Louis Batcave
Pour les articles homonymes, voir Batcave (homonymie).
 (mai 2023).
Si vous disposez d'ouvrages ou d'articles de référence ou si vous connaissez des sites web de qualité traitant du thème abordé ici, merci de compléter l'article en donnant les références utiles à sa vérifiabilité et en les liant à la section « Notes et références ».
 (décembre 2023).
La mise en forme du texte ne suit pas les recommandations de Wikipédia : il faut le « wikifier ».
Les points d'amélioration suivants sont les cas les plus fréquents :
- Les titres sont pré-formatés par le logiciel. Ils ne sont ni en capitales, ni en gras.
- Le texte ne doit pas être écrit en capitales (les noms de famille non plus), ni en gras, ni en italique, ni en « petit »…
- Le gras n'est utilisé que pour surligner le titre de l'article dans l'introduction, une seule fois.
- L'italique est rarement utilisé : mots en langue étrangère, titres d'œuvres, noms de bateaux, etc.
- Les citations ne sont pas en italique mais en corps de texte normal. Elles sont entourées par des guillemets français : « et ».
- Les listes à puces sont à éviter, des paragraphes rédigés étant largement préférés. Les tableaux sont à réserver à la présentation de données structurées (résultats, etc.).
- Les appels de note de bas de page (petits chiffres en exposant, introduits par l'outil «  Source ») sont à placer entre la fin de phrase et le point final[comme ça].
- Les liens internes (vers d'autres articles de Wikipédia) sont à choisir avec parcimonie. Créez des liens vers des articles approfondissant le sujet. Les termes génériques sans rapport avec le sujet sont à éviter, ainsi que les répétitions de liens vers un même terme.
- Les liens externes sont à placer uniquement dans une section « Liens externes », à la fin de l'article. Ces liens sont à choisir avec parcimonie suivant les règles définies. Si un lien sert de source à l'article, son insertion dans le texte est à faire par les notes de bas de page.
- La présentation des références doit suivre les conventions bibliographiques. Il est recommandé d'utiliser les modèles {{Ouvrage}}, {{Chapitre}}, {{Article}}, {{Lien web}} et/ou {{Bibliographie}}. Le mode d'édition visuel peut mettre en forme automatiquement les références.
- Insérer une infobox (cadre d'informations à droite) n'est pas obligatoire pour parachever la mise en page.

Pour une aide détaillée, merci de consulter Aide:Wikification.
Si vous pensez que ces points ont été résolus, vous pouvez retirer ce bandeau et améliorer la mise en forme d'un autre article.
Pierre Louis Batcave, né le 22 juillet 1863, rue Bourg-Vieux à Orthez (Basses-Pyrénées), et mort le 28 novembre 1923 dans le 16e arrondissement de Paris et enterré au cimetière Guanille à Orthez, a été un avocat, érudit, historien et félibre gascon.

## Biographie

### Une lignée d’Orthéziens
On retrouve le nom de Batcave en Béarn dans le recensement de Gaston Fébus de 1385, à Sainte-Colome, dans la vallée d’Ossau. Son ancêtre Antoine (1680-1759) apparaît à Orthez en 1715, où il s’installe, rue Bourg-Vieux, à la maison dite des Prébendiers. Il est sculpteur sur bois et maître menuisier.
Louis Batcave est le fils de Pierre-Julien Batcave et de Marie-Thérèse Lartigau demeurant rue Bourg-Vieux. Le père est tanneur corroyeur.

### Études et installation professionnelle
Louis Batcave fait ses études au collège Moncade à Orthez, il achève sa formation en rhétorique et philosophie à Larressore (64) avant de partir pour Bordeaux, où il suivra les cours de droit. Il s’y lie d’amitié avec Léon Cadier (1862-1889) qui entrera à l’école des Chartes.
Sa licence finalement obtenue à Paris, Louis Batcave revient à Orthez et est engagé comme clerc principal de notaire, puis d’avoué, avant de s’inscrire au barreau de sa ville natale.
Il collabore à de nombreuses revues de sociétés savantes, écrit dans la presse locale et régionale. Ses liens avec Adrien Planté sont forts et ne se démentiront pas.

### Carrière professionnelle à Paris
En 1892, il a une trentaine d’années, il quitte Orthez pour Paris, avec ses lieux de culture et ses sources du savoir. Il s’y marie en 1894. Il est d’abord un brillant avocat à la Cour d’appel, son bureau, rue de Gramont est situé près de la Bibliothèque nationale, où il se rend assidûment.
En 1899, il devient chef d’assurances immobilières. Il réside à Auteuil qui, comme Passy, a été intégrée au 16e arrondissement.

### Ses recherches
Même vivant loin de son berceau, Orthez, il œuvre et produit des travaux pour sa cité béarnaise qui lui doit beaucoup. En effet, c’est l’historien qui a le mieux contribué a faire connaître son patrimoine. Il a écrit sur à peu près tous les événements et sujets historiques qui ont construit la cité de Fébus.
À Paris, Batcave peut découvrir et exploiter les sources du savoir les plus enrichissantes (BnF, Archives de France). Cependant, il reste en lien permanent avec Orthez, mais c’est un grand écart difficile à assumer. Dès 1903, il est reçu et présenté à la SHAP (Société historique d’Auteuil et de Passy).

### Le félibre
Adrien Planté reste un correspondant amical et tutélaire à qui il est fidèlement attaché. Début 1909, il accepte de le soulager en assumant les fonctions de vice-président de l’Escole Gastoû Fébus.
En 1909, Louis Batcave abandonne sa carrière professionnelle pour se consacrer totalement à ses recherches historiques érudites portant à la fois sur Orthez, le Béarn, le Pays basque et la Gascogne, mais aussi sur l’histoire et l’archéologie d’Auteuil et de Passy. Il multiplie les articles dans les revues savantes. En 1912, il accepte de succéder à Adrien Planté décédé, à la tête de l’Escole Gastoû Fébus. Il en sera le président de 1912 à 1919. Ce fut en effet un béarnisant d’exception (locuteur et écrivain). Il anime l’Association Basco-Béarnaise de Paris et préside la SHAP de 1915 à 1919.

### Sa fin de vie
Son existence est écartelée entre Paris et Orthez. Passionné, chercheur infatigable, d’une grande rigueur intellectuelle, foncièrement honnête, totalement engagé dans les fonctions qu’on lui confie, ne sait plus ou ne peut plus gérer sa vie privée et sa vie de chercheur dans le grand écart Paris — Orthez.
Ses collègues béarnisants de l’Escole Gastoû Fébus, voudraient que leur capdau soit présent en permanence en Béarn. Il est remplacé et remercié en 1919, et n’apparaît pas aux fêtes félibréennes d’Orthez de 1921. C’est un coup terrible que Louis Batcave vit comme un affront.
Il meurt à Paris à l’âge de 63 ans, pendant le déchaînement de nationalisme dû à l’après Grande Guerre.

## Écrits principaux
Louis Batcave n’a pas laissé d’ouvrages majeurs prééminents, ses très nombreux travaux, souvent copieux, étaient publiés par des revues : parfois un ouvrage important, comme la Bataille d’Orthez (1914) faisait l’objet de plusieurs parutions.

### Journaux et presse
(une dizaine)

Le Démocrate Libéral d’Orthez

Le Mémorial des Pyrénées

Le Patriote des Pyrénées

Le Franc-Parler d’Orthez

Le Courrier de Salies

### Revues de sociétés
(une vingtaine)

Revue historique et archéologique du Béarn et du Pays basque.

Bulletin de la Société des Lettres, Sciences et Arts de Pau.

Revue de la Société historique d’Auteuil et de Passy.

Revue du Béarn et de Gascogne.

Réclams (revue de l’Escole Gastoû Fébus).

Revue des Études napoléoniennes.

Revue des Hautes-Pyrénées.

Revue internationale d’études basques.

### Principaux travaux
(parfois édités en tirés à part)

1887. — Cahier des griefs du Tiers-État d’Orthez avant 1789 (Véronèse, Pau).

1889. — Médaillons orthéziens (Bertrand Dufresne, Bernard Dessein, Comte de Saint-Cricq, Roger de Béarn) pour le Démocrate Libéral.

1889. — Instruction publique à Orthez avant 1789, enseignement supérieur (Garet à Pau).

1891. — Instruction publique à Orthez avant 1789, enseignement secondaire (Veuve Léon Ribaut à Pau).

1893. — Archives municipales d’Orthez (Veuve Léon Ribaut à Pau).

1894. — Les anciennes courses de taureaux à Orthez (Revue).

1896. — Instruction publique à Orthez sous l’Ancien Régime, enseignement primaire (Veuve Léon Ribaut à Pau).

1896. — Le Couvent des Ursulines d’Orthez (Veuve Léon Ribaut à Pau).

1899. — L’ameublement de la bourgeoisie d’Orthez (Revue).

1899. — Les chemins roumieus de l’arrondissement d’Orthez (Revue).

1899. — Mémoire de Marca sur la souveraineté du Béarn jusqu’en 1626.

1900. — Jean de Jeangaston médecin et poète d’Orthez (Revue).

1901. — Vieille coutume: le Piquehoü (Revue).

1904. — Hospices et hôpitaux des Basses-Pyrénées (Revue).

1904. — Contes du pays d’Orthez Daniel Lafore (Revue).

1904. — Description du pays de Béarn en 1418 (Revue).

1905. — Les anciennes courses landaises à Orthez (Revue).

1905. — L’Hôtel de la Belle Hôtesse à Orthez (Revue).

1908. — L’administration municipale d’Orthez avant 1789 (Revue).

1908. — Ecriture et prononciation du béarnais au XVIe siècle (Revue).

1909. — Esquisse d’une histoire de la littérature béarnaise (Revue).

1909. — Inventaire après le décès de Pierre de Marca le 4 août 1662 (Revue).
1910. — Vieil Orthez I La Tour de l’Horloge (Lescher-Moutoué à Pau).

1912. — Vieil Orthez II La Maison des prêtres prébendiers de Saint-Pierre d’Orthez (édition Lescher-Moutoué à Pau).

1914. — La Bataille d’Orthez le 27 février 1814 (Revue).

1924. — Préface de Letras poulitics 1871-1918 pour Eugène Larroque dit caddet de hourcadut.

## Ouvrages actuels
- Louis Batcave, La bataille d'Orthez, (Lo Trebuc, 2014) compilation des articles de Louis Batcave sur le sujet, présentés et commentés par Crestian Lamaison et Thierry Issartel qui donne en annexe une importante notice sur Louis Batcave.
- Louis Batcave, La maison Batcave & l'affaire des prêtres prébendiers, (HP·PO, 2023, pour le centenaire de la mort de l'auteur) présenté par Crestian Lamaison et Jean-Paul Lafont.
- Henri Courteault, Notice biographique sur Louis Batcave, suivie de la bibliographie de ses travaux (Éditions Louis Rabier, Orthez, 2023 & HP·PO, id.)